# David Dawnay
Sir David Dawnay (10 luglio 1903 – 9 ottobre 1971) è stato un generale inglese.
Vinse una medaglia d'argento olimpico in Polo, nel 1936.

## Biografia
Era il figlio di Hugh Dawnay, VIII visconte Downe, e di sua moglie, Lady Susan de la Poer Beresford, figlia di John Beresford, V marchese di Waterford. Studiò a Eton College e alla Royal Military Academy Sandhurst.

## Carriera
Dawnay è stato commissionato nel Rifle Brigade nel 1924 e poi fu trasferito al 10° Royal Hussars in quello stesso anno. Fece parte della squadra di polo inglese, che ha vinto la medaglia d'argento alle Olimpiadi del 1936.
Dawnay servì nella seconda guerra mondiale come Ufficiale Comandante del 2nd Reconnaissance Regiment e poi come Comandante del North Irish Horse nel 1941. Dopo aver prestato servizio come comandante in seconda della 23rd Armoured Brigade e quindi di 26th Armoured Brigade nel 1943, ha divenne comandante del 21st Army Tank Brigade nel 1944 e poi Comandante della 26th Armoured Brigade nel 1945.
Dopo la guerra divenne comandante del 86th Area, a Venezia, e poi comandante del 2nd Armoured Brigade. Fu nominato Vice Comandante del North Midland District nel 1948, w poi comandante della 8th Armoured Brigade nel 1948 e comandante della Royal Military Academy Sandhurst nel 1951 fino al suo ritiro nel 1954.

## Matrimonio
Sposò, il 14 ottobre 1926, Lady Katharine Nora de la Poer Beresford (1899-?), figlia di Henry Beresford, VI marchese di Waterford e Lady Beatrix Frances Petty-FitzMaurice. Ebbero quattro figli:
- Blanche Dawnay (1 febbraio 1928-22 agosto 1953);
- Rachel Dawnay (25 settembre 1929-1983);
- Peter Dawnay (17 dicembre 1932), sposò Caroline Mary Tindal, ebbero un figlio;
- Hugh Dawnay (17 dicembre 1932-28 maggio 2012), sposò Maria Ines Cermesoni, ebbero due figli.

## Ascendenza
|                                         |                                          |                                                       | Genitori                                 |  |  | Nonni |  |  | Bisnonni                           |  |  | Trisnonni                         |  |
|                                         |                                          |                                                       |                                          |  |  |       |  |  | William Dawnay, VII visconte Downe |  |  | William Dawnay, VI visconte Downe |  |
|                                         |                                          |                                                       |                                          |  |  |       |  |  | William Dawnay, VII visconte Downe |  |  | William Dawnay, VI visconte Downe |  |
|                                         |                                          | Lydia Heathcote                                       |                                          |  |  |       |  |  | William Dawnay, VII visconte Downe |  |  |                                   |  |
| Hugh Dawnay, VIII visconte Downe        |                                          |                                                       |                                          |  |  |       |  |  | William Dawnay, VII visconte Downe |  |  |                                   |  |
|                                         |                                          | Mary Isabel Bagot                                     | Richard Bagot, vescovo di Bath and Wells |  |  |       |  |  |                                    |  |  |                                   |  |
|                                         |                                          | Mary Isabel Bagot                                     | Richard Bagot, vescovo di Bath and Wells |  |  |       |  |  |                                    |  |  |                                   |  |
|                                         |                                          | Mary Isabel Bagot                                     | Harriet Villiers                         |  |  |       |  |  |                                    |  |  |                                   |  |
| Hugh Dawnay                             |                                          | Mary Isabel Bagot                                     |                                          |  |  |       |  |  |                                    |  |  |                                   |  |
|                                         |                                          | Charles Molyneux, III conte di Sefton                 | William Molyneux, II conte di Sefton     |  |  |       |  |  |                                    |  |  |                                   |  |
|                                         |                                          | Charles Molyneux, III conte di Sefton                 | William Molyneux, II conte di Sefton     |  |  |       |  |  |                                    |  |  |                                   |  |
|                                         |                                          | Charles Molyneux, III conte di Sefton                 | Maria Craven                             |  |  |       |  |  |                                    |  |  |                                   |  |
| Cecilia Maria Molyneux                  |                                          | Charles Molyneux, III conte di Sefton                 |                                          |  |  |       |  |  |                                    |  |  |                                   |  |
|                                         |                                          | Mary Gregg-Hopwood                                    | Robert Gregge Hopwood                    |  |  |       |  |  |                                    |  |  |                                   |  |
|                                         |                                          | Mary Gregg-Hopwood                                    | Robert Gregge Hopwood                    |  |  |       |  |  |                                    |  |  |                                   |  |
|                                         |                                          | Mary Gregg-Hopwood                                    | Cecilia Byng                             |  |  |       |  |  |                                    |  |  |                                   |  |
| David Dawnay                            |                                          | Mary Gregg-Hopwood                                    |                                          |  |  |       |  |  |                                    |  |  |                                   |  |
|                                         | John Beresford, IV marchese di Waterford | Henry Beresford, II marchese di Waterford             |                                          |  |  |       |  |  |                                    |  |  |                                   |  |
|                                         | John Beresford, IV marchese di Waterford | Henry Beresford, II marchese di Waterford             |                                          |  |  |       |  |  |                                    |  |  |                                   |  |
|                                         | John Beresford, IV marchese di Waterford | Susanna Carpenter                                     |                                          |  |  |       |  |  |                                    |  |  |                                   |  |
| John Beresford, V marchese di Waterford | John Beresford, IV marchese di Waterford |                                                       |                                          |  |  |       |  |  |                                    |  |  |                                   |  |
|                                         |                                          | Christiana De La Poer Leslie                          | Charles Powell Leslie                    |  |  |       |  |  |                                    |  |  |                                   |  |
|                                         |                                          | Christiana De La Poer Leslie                          | Charles Powell Leslie                    |  |  |       |  |  |                                    |  |  |                                   |  |
|                                         |                                          | Christiana De La Poer Leslie                          | Christiana Fosbery                       |  |  |       |  |  |                                    |  |  |                                   |  |
| Susan Beresford                         |                                          | Christiana De La Poer Leslie                          |                                          |  |  |       |  |  |                                    |  |  |                                   |  |
|                                         |                                          | Henry Charles FitzRoy Somerset, VIII duca di Beaufort | Henry Somerset, VII duca di Beaufort     |  |  |       |  |  |                                    |  |  |                                   |  |
|                                         |                                          | Henry Charles FitzRoy Somerset, VIII duca di Beaufort | Henry Somerset, VII duca di Beaufort     |  |  |       |  |  |                                    |  |  |                                   |  |
|                                         |                                          | Henry Charles FitzRoy Somerset, VIII duca di Beaufort | Emily Frances Smith                      |  |  |       |  |  |                                    |  |  |                                   |  |
| Blanche Somerset                        |                                          | Henry Charles FitzRoy Somerset, VIII duca di Beaufort |                                          |  |  |       |  |  |                                    |  |  |                                   |  |
|                                         |                                          | Georgiana Curzon-Howe                                 | Richard Curzon-Howe, I conte Howe        |  |  |       |  |  |                                    |  |  |                                   |  |
|                                         |                                          | Georgiana Curzon-Howe                                 | Richard Curzon-Howe, I conte Howe        |  |  |       |  |  |                                    |  |  |                                   |  |
|                                         |                                          | Georgiana Curzon-Howe                                 | Harriet Brudenell                        |  |  |       |  |  |                                    |  |  |                                   |  |
|                                         |                                          | Georgiana Curzon-Howe                                 |                                          |  |  |       |  |  |                                    |  |  |                                   |  |